# 名古屋ライトハウス情報文化センター
名古屋ライトハウス情報文化センター（なごやライトハウスじょうほうぶんかセンター）は、愛知県名古屋市港区港陽一丁目の名古屋市営港陽荘1・2階部分に所在する点字図書館。社会福祉法人名古屋ライトハウスが運営する。

## 概要

### 前史
名古屋市内には1929年（昭和4年）の段階で既に名古屋市鶴舞中央図書館内に点字図書館が整備されており、第二次世界大戦により灰燼に帰したものの、1954年（昭和29年）結成の点訳グループ六星会の手により点訳図書が再整備されていた。視覚障害者向けの情報提供の環境が既に整っていたにもかかわらず、名古屋に第二の視覚障害者向け図書館が整備されることになったのは、伊勢湾台風の慰問として視覚障害者の家を訪ね歩いていた国鉄職員伊藤康之が点字を解さない視覚障害者の存在に気づいたことにはじまる。
当時、市販が始まったテープレコーダーを活用し、そうした視覚障害者に向けた情報提供を行うことにした。伊藤は勤務先の国鉄に存在していた電話交換台の交換手の協力と、自身の信仰であったキリスト教の信徒らの資金的協力を得ることに成功し、個人的な活動ではあったが、1960年（昭和35年）3月時点で録音テープ約200本、協力者約200人の活動に成長していた。

### 声の図書館
『朝日新聞』（1991年）は、1960年（昭和35年）ごろにはじまった視覚障害者向けの図書館運動は、同市東区に所在するカトリック教会において「声の図書館」の名称で産声を上げたとしている。1960年（昭和35年）5月3日、伊藤の個人的活動は信仰を同じくする片岡好亀の尽力により、カトリック布池教会内の2部屋および職員として岩山光男を得て、「あけの星声の図書館」として独立したのであった。当時、伊藤からは貸し出し用テープレコーダー13台、録音用テープレコーダー2台と前述の録音テープ約200本、そして現金6万円を引き継いだ。その後、昭和区塩付通1丁目を経て、1965年（昭和40年）に同区川名本町に落ち着いた。

### 名古屋ライトハウス図書館
名称を「名古屋ライトハウス図書館」と変更した同図書館は、やがて手狭となり、1991年（平成3年）5月30日に港区港陽一丁目の市営港陽荘1・2階部分に移転した。また同時に「名古屋盲人文化センター」と改称している。

### 名古屋盲人文化センター
港陽荘の1・2階には名古屋市港保健所が入っていたが、1990年（平成2年）4月に別の場所に移転していた。
新センターは面積が992平方メートルあり、旧図書館の約2倍の広さを確保した。この移転には、名古屋市などの補助金を得て、約1億8700万円が費やされた（うち補助金は約1億3000万円）。従来の図書館では、1人分の人件費しか確保できていたなかったものが、市の補助が年5800万円に増額されたことで、約3人分の人件費が確保できたという。このことで、新たに視覚障害者向けの生活情報、観光案内、イベント情報などを含む点字情報誌の発行、点字図書の情報、対面図書サービスの提供が可能となったという。
移転当時の蔵書は、点字図書が約1万5000冊、録音テープが約5万5000巻であった。

### 沿革
- 1960年（昭和35年） - 名古屋市東区のカトリック布池教会敷地内のバラックを借り、岩山光男により「あけの星声の図書館」として創設される[公式 1]。
- 1962年（昭和37年）10月 - 盲人用郵便物無料扱いの許可を受け、各地の視覚障害者への貸し出しに応じられるようになる[4]。
- 1963年（昭和38年） - 経営難により社会福祉法人名古屋ライトハウスに譲渡される[公式 1]。
- 1966年（昭和41年） - 当時の厚生省により厚生省指定点字図書館となる[公式 1]。また、点字出版部を併設する[公式 1]。
- 1968年（昭和43年） - 盲人用具を斡旋販売する購買部を設置する[公式 1]。
- 1969年（昭和44年） - 名古屋市昭和区川名本町に鉄筋コンクリート4階建ての建屋が落成する[公式 1]。
- 1980年（昭和55年） - 名称を「名古屋ライトハウスあけの星声の図書館」から「名古屋ライトハウス図書館」へと改めた[公式 1]。
- 1991年（平成3年） - 名古屋市港区港陽一丁目に移転し、名称を「名古屋盲人情報文化センター」と改めた[公式 1]。
- 2020年（令和2年） - 名称を「情報文化センター」に変更[公式 2]。

## 機関誌「みちしお」
前述の通り情報誌として、「みちしお」と題する機関誌を偶数月の1日に発行している。同誌に掲載される情報は、点字形式のほか、墨字形式、デイジー形式、メール形式でも提供され、公式ウェブサイト上でのダウンロードによっても提供されている。ダウンロード版については、点字データ形式、Microsoft Word形式、PDF形式により提供される。

### WEB

#### 公式
1. 1 2 3 4 5 6 7 8  “センターの沿革”.   名古屋盲人情報文化センター. 2019年3月7日閲覧。
2. ↑  “センターの沿革”.   情報文化センター. 2022年3月19日閲覧。
3. 1 2  “機関誌「みちしお」”.   名古屋盲人情報文化センター. 2019年3月7日閲覧。
4. ↑  “「みちしお」閲覧コーナー”.   名古屋盲人情報文化センター. 2019年3月7日閲覧。

### 新聞
1. 1 2 3 4 5 6 7 8 9  「盲人文化センター きょう港区にオープン 移転・新装さらに充実 点字図書館 広さ倍に」『朝日新聞』朝日新聞社、1991年5月30日。
2. 1 2 3  「点字図書館 気軽にご利用を 情報拡充し広さも倍 市営住宅港陽荘に 30日いよいよ開館」『毎日新聞』毎日新聞社、1991年5月25日。

### 書籍
1. 1 2 3 4  立花明彦 2000, p. 19.
2. ↑  立花明彦 2000, p. 21.
3. ↑  立花明彦 2000, p. 23.
4. ↑  立花明彦 2000, p. 25.